# Lorri Hewett
Lorri Hewett (geb. um 1973 in Fairfax, Virginia) ist eine US-amerikanische Jugendbuchautorin. 

## Leben
Sie wurde in Fairfax, Virginia geboren und wuchs in Littleton, Colorado auf. Ihr erster Roman war Coming of Age, welchen sie im Alter von 18 Jahren veröffentlichte. Später besucht sie die Emory University in Atlanta, Georgia. Weitere Romane Hewetts waren Soulfire (1996) und Lives of our own (1998).

## Werke
- 1991: Coming of Age
- 1996: Soulfire
- 1998: Lives of our own